# Kaprysy Łazarza
Pour plus de détails, voir Fiche technique et Distribution.
Kaprysy Łazarza est un téléfilm polonais réalisé par Janusz Zaorski en 1972, sorti en 1973.
Le film est basé sur un dramatique radio de Stanisław Grochowiak intitulé Kaprysy Łazarza. Scherzo radiowe de 1965 (ce fait n'est toutefois pas mentionné dans le générique du film).

## Synopsis
Le personnage principal du film, le vieux paysan Jacenty, approche de la fin de sa vie. Les parents et les voisins sont déjà préparés à sa mort. La femme est presque veuve, le cercueil est prêt, le prêtre attend. Cependant, il s'avère que la principale personne concernée commence à se comporter de manière contraire aux attentes. Jacenty ne veut pas mourir paisiblement, bien que tout le monde s'y attende, car tout le monde s'intéresse à lui : le charpentier, le chef du village, le commerçant, les musiciens mandatés pour la veillée funèbre, et même le curé de la paroisse. Il commence à négocier les conditions dans lesquelles il fera ses adieux à ce monde. Il se dispute avec sa famille, avec le prêtre, avec ses voisins, et même avec la mort.

## Fiche technique
- Titre polonais : Kaprysy Łazarza
- Titre anglais : Lazarus'Whims
- Réalisation : Janusz Zaorski
- Scénario : Stanisław Grochowiak et Janusz Weychert
- Musique : Zygmunt Konieczny
- Photographie : Andrzej Ramlau
- Montage : Irena Choryńska
- Pays d'origine :  Pologne
- Format : Noir et blanc
- Genre : Comédie noire
- Durée : 46 minutes
- Date de sortie : 1973

## Distribution
- Henryk Borowski : Jacenty
- Wanda Łuczycka : femme de Jacenty
- Józef Nalberczak : fils plus âgé de Jacenty
- Jerzy Rogalski : fils plus jeune de Jacenty
- Ewa Ziętek : belle-fille de Jacenty, épouse du fils aîné
- Władysław Hańcza : curé de la paroisse
- Franciszek Pieczka : sołtys
- Aleksander Dzwonkowski : fossoyeur
- Wojciech Zagórski : concierge de l'église
- Witold Skaruch : médecin
- Adam Mularczyk : charpentier
- Henryk Bąk : commerçant
- Jerzy Turek : assistant du commerçant